# Stefano Cantini
Stefano Cantini, noto anche con lo pseudonimo di Cocco (Follonica, 23 aprile 1956), è un sassofonista italiano di genere jazz, apprezzato come solista al sax soprano.

## Biografia
Nella sua carriera ha collaborato con musicisti jazz tra i quali Michel Petrucciani, con cui suona nel 1994-95, Chet Baker, Dave Holland, Enrico Rava, Billy Cobham, Kenny Wheeler, Dave Liebman, Ares Tavolazzi, Stefano Bollani e Paolo Fresu.
Ha partecipato a tournée di artisti fra cui: Ray Charles, Phil Collins, Laura Pausini, Fiorella Mannoia, Raf.
Negli anni novanta ha fatto parte del gruppo di Furio Di Castri e ha poi collaborato con Rita Marcotulli; nel 2003 fa parte del progetto Il Circo di Lello Pareti.
Ha composto colonne sonore per produzioni teatrali di Giorgio Albertazzi, David Riondino e Paolo Hendel. È stato il sax solista nella colonna sonora del film Stregati del regista Francesco Nuti, vincitore del Nastro d'argento a Taormina per la colonna sonora 1986.
Nel 2001 ha pubblicato l'album tributo a Michel Petrucciani, Niccolina al mare, che ha visto la partecipazione di Manhu Roche, Paolino Dalla Porta e Nelson Veras.
Nel 2006 ha partecipato al Festival International de Jazz di Montreal, l'anno successivo ha preso parte al Giotto Jazz Festival suonando insieme a Agostino Marangolo, Pippo Matino, Lele Fontana e Bernardo Baglioni.
Nel 2011 ha pubblicato un secondo album tributo, questa volta a John Coltrane.
È direttore artistico del Grey Cat Jazz Festival di Follonica.

## Influenze
Tra le sue influenze cita John Coltrane, Sonny Rollins come anche Beatles o Blood, Sweat & Tears.

## Discografia

### Solista
- 2001 - Niccolina al mare (Materiali Sonori)
- 2003 - Il circo (Egea Records) con Raffaello Pareti, Antonello Salis, Bebo Ferra
- 2005 - L'amico del vento (Egea Records) con la partecipazione di Rita Marcotulli
- 2010 - Errante (Egea Records)
- 2011 - Living Coltrane (Incipit Records) con lo Stefano ”Cocco” Cantini Quartet

### Con iLiving Coltrane
- 2012 - Out of This World (Incipit Records) con Ares Tavolazzi
- 2015 - Writing 4 Trane (Alfamusic) con Ares Tavolazzi

### Con Romano Zuffi, Ares Tavolazzi, Alfredo Golino
- 2015 - Attuttogasss (Alfamusic - EGEA)
- 2017 - Attuttallaria (Alfamusic - EGEA)
- 2018 -"Stress da Brass"

(Alfamusix - EGEA)

## Collaborazioni
- Stoparding con i Giochi Proibiti
- Progetto italiano con Luca Necciari, Matteo Addabbo, Gianni Cazzola (2006)
- Toucan di Enrico Rava
- What Colour for a Tale di Furio Di Castri (1991)
- Giorgio Albertazzi
- Daniela Morozzi "Articolo femminile"
- Serra Yılmaz "Grisélidis - Memorie di una prostituta" (2017)[8]
- Flora Purim
- Airto Moreira
- Michel Petrucciani

## Pubblicazioni
- Simona Rafanelli e Stefano Cantini, La musica perduta degli etruschi, Edizioni Effigi, 2013, ISBN 978-88-64333359.